# Складання
Склада́ння (ви́робу) — технологічний процес утворення з'єднань складових виробу (поєднання, координування і фіксація деталей у вузли, а вузлів у готовий виріб).

## Загальна інформація
У результаті складання досягається необхідне взаємне розташування деталей, що поєднуються, відносна рухомість або нерухомість елементів, що сполучаються, і міцність конструкції.
Будь-який виріб складається з окремих частин, з яких найпростішою є деталь (елемент), що не містить жодних з'єднань. Сукупність декількох деталей, що з'єднані і скріплені між собою і представляють самостійну частину машини, називається вузлом. Залежно від конструкції і числа деталей у вузлі вони можуть бути різної складності.
Деталь або вузол, з якого починається складання, називається базовою деталлю або базовою складальною одиницею. Базова деталь визначає положення всіх інших складальних одиниць. Щоб полегшити процеси складання, використовують технологічні схеми складання, на яких умовно зображена послідовність процесу.

## Види та методи складання
Залежно від конструктивних особливостей виробів, трудомісткості і масштабів виробництва технологічний процес складання можна здійснити різними способами.

### За методом забезпечення точності замикальної ланки розмірного ланцюга
За методом забезпечення точності замикальної ланки розмірного ланцюга методи складання поділяються на:
- Складання з повною взаємозамінністю — складання, при якому потрібна точність замикальної ланки розмірного ланцюга досягається методом повної взаємозамінності.
- Складання з неповною взаємозамінністю — складання, при якому потрібна точність замикальної ланки розмірного ланцюга досягається методом неповної взаємозамінності, до якого відносяться:
  - складання з груповою взаємозамінністю — складання, при якому потрібна точність замикальної ланки розмірного ланцюга досягається методом групової взаємозамінності (групового підбору);
  - складання з допасуванням — складання, при якому потрібна точність замикальної ланки розмірного ланцюга досягається методом допасування;
  - складання з регулюванням — складання, при якому потрібна точність замикальної ланки розмірного ланцюга досягається методом регулювання;
  - складання з компенсувальними матеріалами — складання, при якому потрібна точність замикальної ланки розмірного ланцюга досягається за рахунок використання компенсувального матеріалу, який уводиться в зазор між спряжуваними поверхнями деталей після їх установлення в потрібному положенні.

### За організаційною ознакою
З організаційної точки зору складання поділяється на:
- концентроване, що передбачає виконання бригадою робітників всіх складальних робіт на одному робочому посту (стенді, столі тощо). У зв'язку з малим фронтом робіт, тривалість процесу при використанні цього методу більше, чим при інших. Тому спосіб концентрованого складання застосовують рідко, в основному при виготовленні одиничних виробів;
- диференційоване, що базується на розділенні процесу складання на ряд операцій, кожна з яких виконується на окремому робочому посту. Цей спосіб дозволяє працювати над всіма вузлами однієї машини водночас, що різко скорочує час складання машини. У свою чергу диференційоване складання може бути стаціонарним і рухомим.

### За переміщенням виробу
За способом організації переміщення складових частин складання буває:
- стаціонарним, при якому об'єкт, що складається, протягом всього процесу складання залишається на одному робочому місті (застосовується при виготовленні унікальних і важких великогабаритних машин). Стаціонарний монтаж застосовується в важкому машинобудуванні, коли великі машини переміщувати в процесі монтажу недоцільно. В цьому разі робітники переходять від одного об'єкта до іншого і виконують технологічні операції у визначеній послідовності;
- рухомим, при якому об'єкт, що складається, в процесі складання переміщується з одного робочого місця до іншого. Це переміщення може бути як безперервним, так і періодичним. Рухомий монтаж передбачає переміщення об'єкта складання від поста до поста по мірі виконання складальних робіт. На кожному посту виконується визначена операція. В умовах крупносерійного і масового виробництва найбільшу ефективність дає рухоме диференційоване складання, що організоване за поточним способом, який характеризується безперервністю, розділенням процесу на простіші операції, спеціалізацією обладнання, інструменту, пристосувань і засобів транспорту.

## Види поєднань
Для правильної взаємодії деталей в машині необхідно, щоб їхнє сполучення мало визначений характер. Одні деталі повинні вільно переміщуватись відносно інших, другі — в роботі не повинні переміщуватись, але повинні складатися і розбиратися, треті — після складання повинні залишатися протягом всього часу експлуатації нерухомими. Залежно від цих умов поєднання складових одиниць здійснюється різно. З'єднання деталей в машині поділяються на:
- нерозбірні — виконуються зварюванням, клепанням, паянням, склеюванням тощо;
- розбірні — виконуються за допомогою кріпильних деталей (болти, гайки, шпонки, штифти, ґвинти, шурупи тощо) або посадок. При необхідності такі поєднання можна розібрати без руйнування їх складових;
- нерухомі — після складання взаємне розташування елементів повинно залишатись незмінним.  Характер сполучення двох деталей, що входять одна в одну, називається посадкою. Розрізняють такі посадки нерухомих з'єднань:
  - гаряча — застосовується для поєднання деталей, що в процесі експлуатації не розбираються;
  - пресова і легкопресова — виконуються під дією пресів і додаткового кріплення шпонками, штифтами, шпильками;
  - туга, напружена і щільна — застосовуються для сполучення деталей, які в процесі експлуатації доводиться розбирати, демонтувати. Посадки забезпечують добре центрування з використанням шпонок, штифтів;
  - ковзна — застосовується при високих вимогах до точності центрування деталей, що часто розбираються: змінні зубчасті колеса на валах, фрези на оправках, центрувальні корпуси під підшипники кочення, змінні кондукторні втулки тощо
- рухомі — дозволяють взаємне переміщення сполучених частин машини. Рухомі посадки посадки класифікуються наступним чином:
  - ковзна, що характеризується мінімальними зазорами і забезпечує відносне переміщення при невеликих швидкостях: повільне провертання і поздовжнє переміщення, найчастіше при налагодженнях та регулюваннях;
  - посадка руху — застосовується для забезпечення плавних переміщень;
  - ходова — застосовується у підшипниках ковзання, у спряженнях поршня з циліндром тощо;
  - легкоходова — застосовується у підшипниках рідинного тертя;
  - широкоходова, що використовується у з'єднаннях з великим зазором з метою компенсації температурних деформацій та похибок виготовлення при складанні.